# Henryk XXII
Heinrich XXII Fürst Reuss zu Greiz (ur. 28 marca 1846 w Greiz, zm. 19 kwietnia 1902 tamże) – książę Reuss–Greiz (linii starszej). W chwili kiedy został monarchą jego władztwo było członkiem Związku Niemieckiego (będącego luźną konfederacją państw). Podczas jego panowania stało się częścią Związku Północnoniemieckiego (będącego od 1 lipca 1867 właściwie państwem związkowym), a następnie Cesarstwa Niemieckiego. Używał również tytułów Hrabia i Pan Plauen, Pan Greiz, Kranichfeldu, Gery, Schleiz i Lobenstein. Generał major armii pruskiej (od 1868).

## Życiorys
Urodził się jako drugi syn i trzecie spośród pięciorga dzieci księcia Reuss–Greiz Henryka XX i jego drugiej żony księżnej Karoliny Hessen-Homburg (starszy syn tej pary – książę Henryk XXI zmarł w niemowlęctwie). Na tron wstąpił po śmierci ojca (8 listopada 1859). Do 1867 z powodu małoletniości regencję w jego imieniu sprawowała matka.
8 października 1872 w Bückeburgu poślubił księżniczkę Schaumburg-Lippe – Idę. Para miała sześcioro dzieci:
- Henryka XXIV (1878–1927), ostatniego monarchę panującego w Reuss–Greiz
- księżniczkę Emmę (1881–1961)
- księżniczkę Marię (1882–1942)
- księżniczkę Karolinę (1884–1905), późniejszą wielką księżną Saksonii-Weimar-Eisenach
- księżniczkę Herminę (1887–1947)
- księżniczkę Idę (1891–1947)